# Баранов, Дмитрий Николаевич
Дмитрий Николаевич Баранов (род. 29 августа 1994, Новосибирск) — российский волейболист, выступающий за сборную Азербайджана на позиции центрального блокирующего. Дважды чемпион Азербайджана.

## Биография
С ранних лет пробовал себя в разных видах спорта, таких как футбол, хоккей и карате, но особый интерес и талант проявились в волейболе.
Окончил 69-ю школу в Кемерово. Поступил в Кемеровский государственный университет на факультет политических наук и социологии по направлению «Социология».
Окончил юридический факультет Московского финансово-промышленного университета, где получил степень магистра по специальности «Гражданское право».

## Карьера

### Ранние годы
Начал заниматься волейболом в 2005 году в возрасте 11 лет в МБОУ СОШ № 7 в Новосибирске под руководством Виталия Анатольевича Базулкина. В 2007 году его пригласили в спортивный клуб «Север» под руководством Владислава Борисовича Лопатина. В 2008 году начал выступать за молодёжную команду под руководством заслуженного тренера России Игоря Петровича Ивченко. 
В 2011 году переведён в основную команду СДЮШОР «Локомотив-2» Новосибирска под руководством Андрея Александровича Петрова. 
В зимнее трансферное окно 2011 года перешёл в молодёжную команду кемеровского «Кузбасса» под руководством Виталия Викторовича Морозова и Руслана Владимировича Чигрина. С 2011 по 2014 год выступал в молодёжной команде.
После завершения контракта в 2014 году перешёл в команду высшей лиги «Б» волейбольного клуба «Владимир» под руководством Дениса Владимировича Гаркушенко. Из-за разногласий в плане профессионального роста решил сменить клуб и приостановил карьеру. Через три месяца ему предложили контракт в чемпионате Азербайджана.

### Профессиональная карьера
В 2016 году начал выступать за команду Азербайджана «ВК Нахичевань» под руководством Александра Чёрного. Успешно провел чемпионат, заняв 3-е место и став одним из лучших игроков. 
Главный тренер сборной Азербайджана и команды «Локомотив» (Баку) предложил ему перейти в один из лучших клубов Азербайджана и выступать за сборную, на что Дмитрий согласился. Под руководством Фарида Джалалова стал серебряным призёром Игр исламской солидарности и участвовал в чемпионате мира и Европы.
В поисках карьерного роста подписал контракт с испанским клубом «Aldebaran» San Sadurniño. Несмотря на то, что клуб занял последнее место в чемпионате, его заметил один из лучших клубов Испании «Unicaja Costa de Almeria». Под руководством Мануэля Беренгеля получил большой опыт в европейском чемпионате, но не смог доиграть сезон из-за пандемии коронавируса.
После двух лет в Испании перешёл в финский клуб «Perungan Pojat» Rovaniemi под руководством Юкки Туовинена. Из-за множества проблем, связанных с пандемией, команда заняла 8-е место из 10. Затем его пригласил самый титулованный клуб Черногории «OK Budva» на сезон 2021/22, где он впервые выступал в Лиге чемпионов и стал чемпионом Черногории.
В 2022 году снова участвовал в Исламских играх солидарности, заняв 4-е место. Затем вернулся в Азербайджан и подписал контракт с клубом «Муров» (Баку) под руководством Фарида Джалалова. С этим клубом стал двукратным чемпионом Азербайджана и завоевал Кубок Азербайджана по волейболу.
В 2023 году переехал в Израиль и начал играть за команду «Ironi Kiryat Ata B.C.» под руководством Ави Хольцмана. Команда заняла 4-е место в Кубке и 7-е место в чемпионате.

## Достижения
- 2022—2023: Кубок Азербайджана, Чемпион Азербайджана
- 2021—2022: Кубок Черногории, Чемпион Черногории
- 2019—2020: Кубок Испании
- 2019—2020: Challenge Cup, 9-е место
- 2019—2020: Суперкубок Испании, 2-е место
- 2019—2020: Copa del Rey, 2-е место
- 2019: Серебро в квалификации Серебряной Европейской Лиги
- 2018—2019: 1-е место в чемпионате Азербайджана
- 2017: Квалификация на Чемпионат мира
- 2017—2018: 1/8 финала Challenge Cup
- 2017: Квалификация на Чемпионат Европы по волейболу
- 2017: 2-е место на Исламских играх солидарности
- 2015: 1-е место среди лучших блокирующих молодёжной лиги
- 2015: 13-е место среди наиболее результативных игроков молодёжной лиги
- 2015: 23-е место в атаке молодёжной лиги
- 2013: Лучший волейболист Кубка Кузбасса
- 2011: 5-е место в финале чемпионата России среди юниоров
- 2010: 1-е место в полуфинале молодёжного чемпионата России
- 2010: Кубок лучшего центрального блокирующего на турнире памяти Васильева
- 2008: 4-е место на «Сибириадфине»
- 2008: 3-е место в региональном чемпионате России

## Личная жизнь
Дядя — Перепелюк Александр Николаевич, выступал за сборную Новосибирска по боксу в юношеском возрасте. 